# Kōnan, Kōchi
Kōnan (香南市 Kōnan-shi) là một thành phố thuộc tỉnh Kōchi, Nhật Bản.